# 明宝村

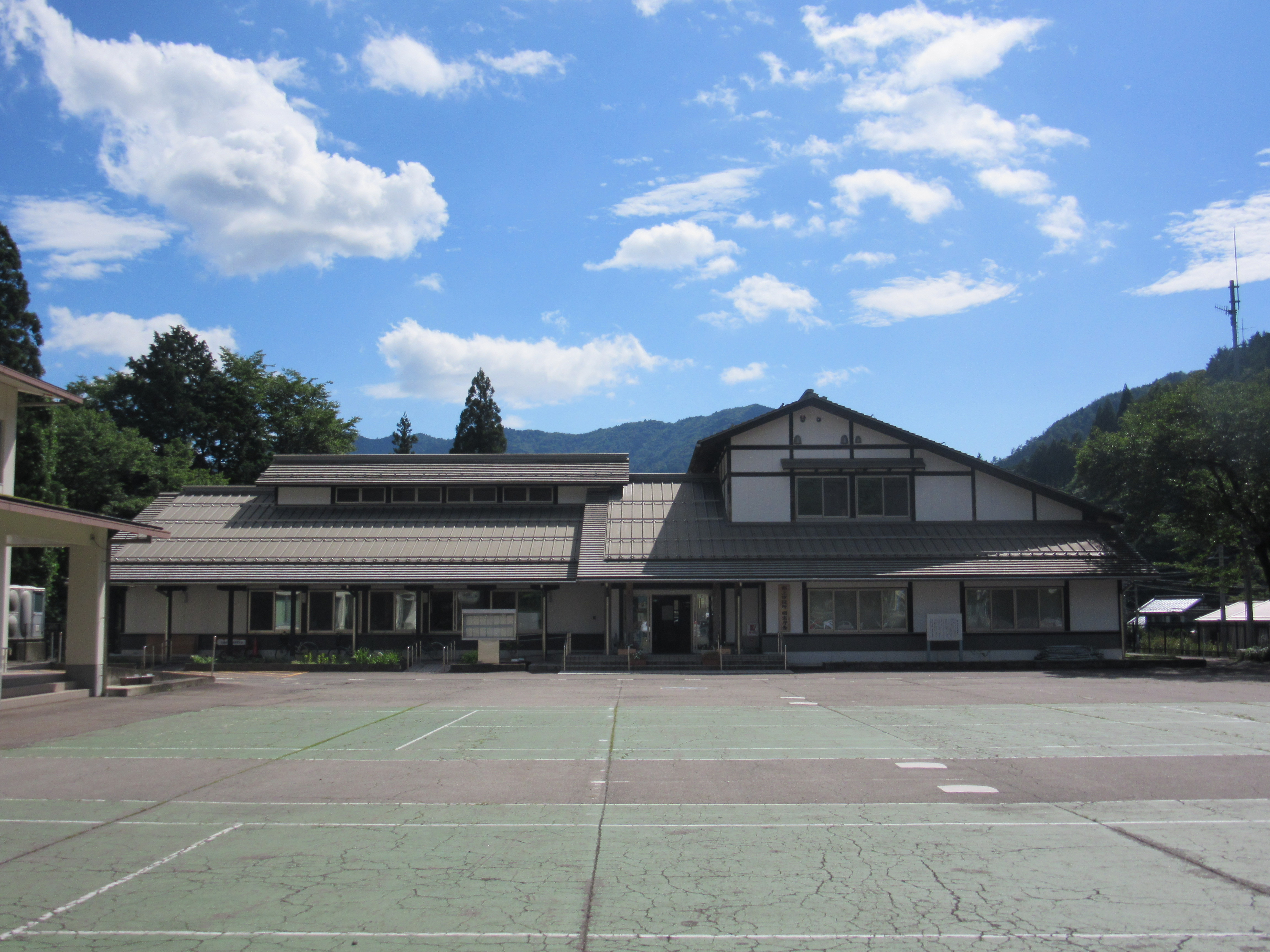
郡上市役所 明宝庁舎

明宝村（めいほうむら）は、岐阜県郡上郡にあった村である。2004年3月1日に郡上郡の地域の7つの町村が合併して郡上市となった。

## 地理
美濃地方の北端で、飛騨高地に位置する。村の面積の大半は山林である。長良川の支流、吉田川の上流部にあたった。北東の烏帽子岳がある北東部から北部にかけて標高が高く、めいほうスキー場、明宝温泉はこの高地にあった。東の四分の一は飛騨川の支流馬瀬川の支流、弓掛川の流域で、村の他の地域とは小川峠で結ばれた。
- 山:烏帽子岳 (1,625m)
- 河川:吉田川、寒水川、弓掛川

### 隣接していた自治体
- 郡上郡 白鳥町、大和町、八幡町、和良村（現・郡上市）
- 益田郡 金山町、馬瀬村（現・下呂市）
- 大野郡 清見村、荘川村（現・高山市）

## 歴史
- 1897年（明治30年）4月1日 大谷村・寒水村・気良村・小川村・畑佐村・二間手村・奥住村が合併し奥明方村が成立。
- 1970年（昭和45年）4月20日 奥明方村が明方村に改称。
- 1992年（平成4年）4月1日 明方村が明宝村に改称。
- 2004年（平成16年）3月1日 八幡町・大和町・白鳥町・高鷲村・美並村・和良村と合併し郡上市が発足。同日明宝村廃止。

### 村名改称問題
1992年（平成4年）4月1日に村名を明方村（みょうがたむら）から明宝村（めいほうむら）に改称したが、改称に際しては村を二分する騒動となった。改称理由は以下のようなもので、ある意味では現状を追認するものであったが、村おこしのためとはいえ歴史ある慣れ親しんだ「明方」の地名を捨てることに抵抗のある村民も少なからずいた。
- 明方村を「みょうがたむら」と呼んでもらえず、「めいほうむら」と呼ばれてしまう。
- 村内の奥明方農協による「明方（みょうがた）ハム」が特産となっていたが、奥明方農協はその後の合併で郡上農協となり、ハムの生産拠点も村内から隣の八幡町に移転されてしまった。それに対抗して村は独自に第3セクターを設立、「明方村の宝」に由来する「明宝」をブランド化した「明宝（めいほう）ハム」の生産を開始、村内での雇用確保や知名度の向上といった村おこしに成功していた。
- 平成初期の平成元年（1989年）に開業した「めいほうスキー場」が知名度を得た。

## 行政
- 当村最後の村長は和田七朗で、2001年4月の議員定数は10人、一般職職員数は70人であった。

## 経済

### 産業
農業就業人口は、全体の就業者の約20%にすぎないが、農家数は全世帯の約半数を占めた。農地の半分は水田で、丘陵に牧草地が広がっていた。生産額では肉牛の生産が一番だが、木曽馬などの馬も飼われていた。明宝ハムや明宝レディースの工場があった。めいほうスキー場は、冬にスキー場、シーズンオフは観光牧場になっていた。
- 産業人口（2000年）
第1次産業就業者数 161
第2次産業就業者数 399
第3次産業就業者数 485

## 地域

### 教育
- 明宝村立明宝中学校
- 明宝村立明宝小学校
- 明宝村立小川小学校

### 2004年以前に廃校となった小中学校
- 奥明方村立明方中学校（1961年廃校）
  - 奥明方村立明方中学校奥住分校（1951年廃校）
  - 奥明方村立明方中学校寒水分校（1961年廃校）
- 奥明方村立畑佐中学校（1961年廃校）
  - 奥明方村立畑佐中学校小川分校（1961年廃校）
- 奥明方村立畑佐小学校（1950年廃校）
- 明方村立奥明方小学校（1973年廃校）
- 明方村立寒水小学校（1973年廃校）
- 明方村立奥住小学校（1973年廃校）

## 交通
高速道路
- 村内に高速道路はなし。

一般国道
- 国道472号 - 南には八幡町、北に清見村を経て高山市へと通じる。

主要地方道
- 岐阜県道82号白鳥明宝線
- 岐阜県道86号金山明宝線

一般県道
- 村内に一般県道はなし。

その他
- 飛騨美濃道路

## 名所・旧跡・観光スポット・祭事・催事
- めいほうスキー場
- 明宝村立博物館（現・明宝歴史民俗資料館）
- 磨墨太鼓（1987年から）
- 道の駅明宝
- 寒水白山神社祭礼寒水の掛踊（県の重要無形民俗文化財・国の選択無形民俗文化財）